# Heteropoda muscicapa
Heteropoda muscicapa este o specie de păianjeni din genul Heteropoda, familia Sparassidae, descrisă de Strand, 1911. Conform Catalogue of Life specia Heteropoda muscicapa nu are subspecii cunoscute.